# Monté Morris

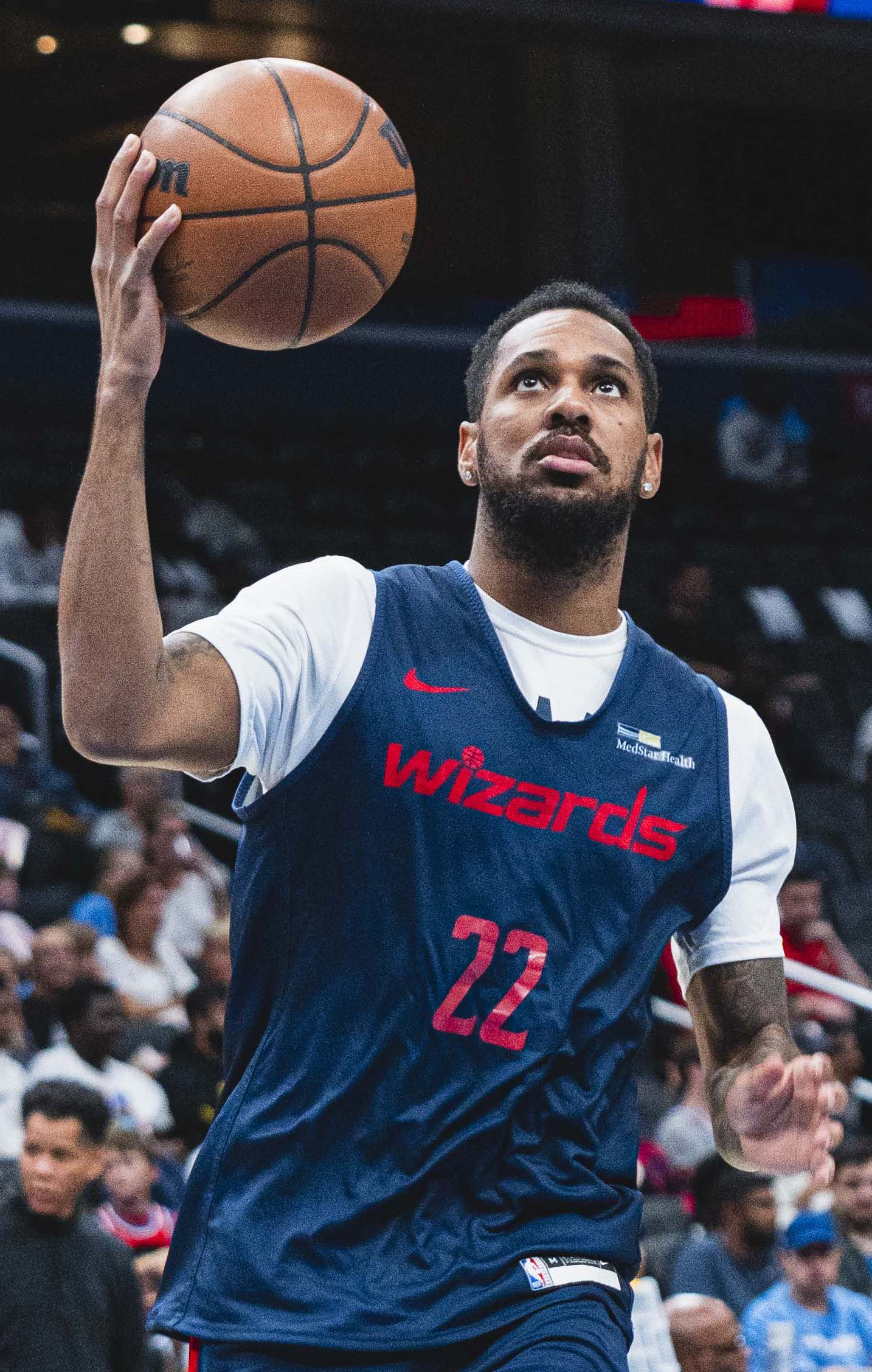
Monté Morris, 2022.

Monté Robert Morris, född 27 juni 1995 i Grand Rapids i Michigan, är en amerikansk professionell basketspelare (PG) som spelar för Phoenix Suns i National Basketball Association (NBA). Han har tidigare spelat för Denver Nuggets, Washington Wizards, Detroit Pistons och Minnesota Timberwolves.
Morris draftades av Denver Nuggets i andra rundan i 2017 års draft som 51:a spelare totalt.
Innan han blev proffs studerade Morris vid Iowa State University och spelade för deras idrottsförening Iowa State Cyclones.